# Straße der Megalithkultur

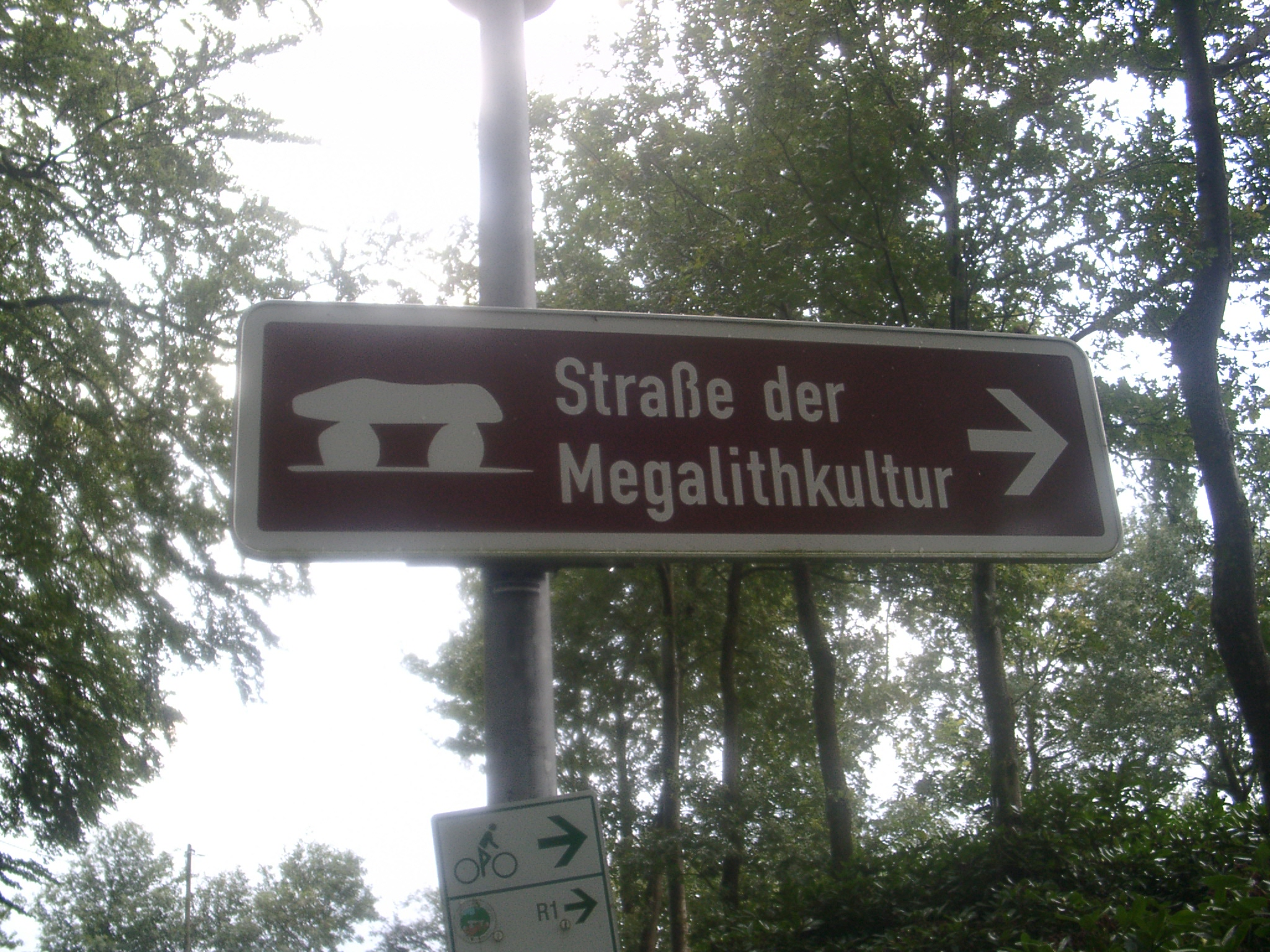

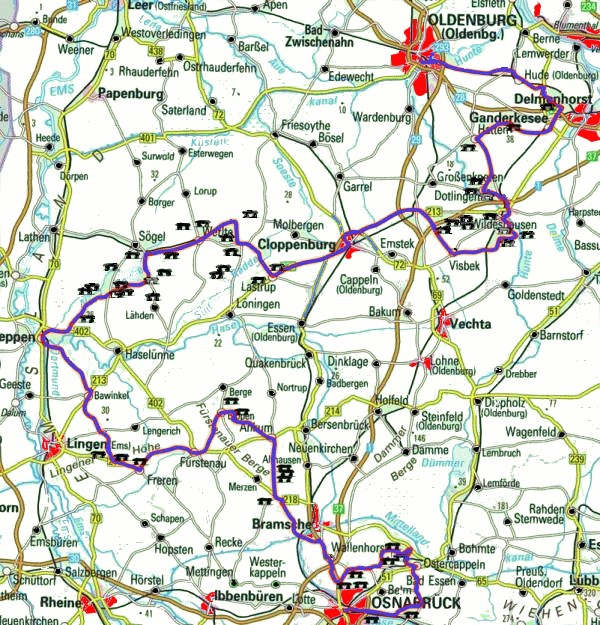
De Straße der Megalithkultur

De Straße der Megalithkultur is een toeristische autoroute in Nedersaksen (Duitsland).
De route loopt langs megalitische bouwwerken (met name hunebedden) van Osnabrück naar Oldenburg. De palen werden vanaf 2008 geplaatst en de driehonderdtien kilometer lange route werd op 14 mei 2009 geopend. De route gaat langs diverse archeologische plaatsen waar de bezoeker 33 plekken kan bezoeken met bijvoorbeeld hunebedden of menhirs.

## Route

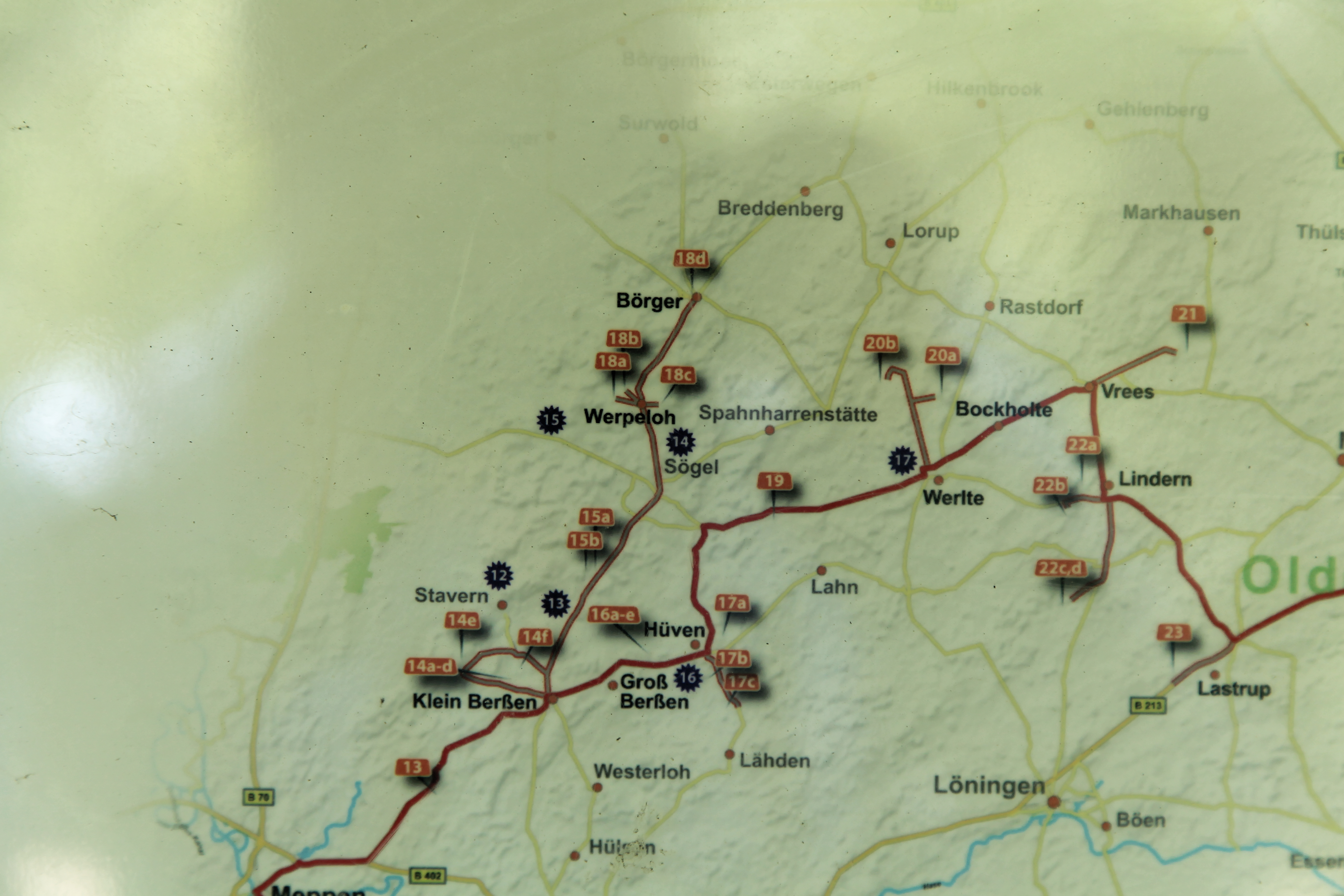
Klein gedeelte van de Straße der Megalithkultur

De route loopt via Osnabrück, Ostercappeln, Belm-Vehrte, Wallenhorst, Bramsche, Ankum, Berge, Bippen, Fürstenau, Freren, Thuine, Lingen (Ems), Meppen, Sögel, Werlte, Lastrup, Cloppenburg, Visbek, Großenkneten, Wildeshausen, Dötlingen, Ganderkesee en Oldenburg.

### Cultural Route of the Council of Europe
Op 27 augustus 2013 werd de Straße der Megalitkultur onderdeel van de Europese Culturele Route Cultural Route of the Council of Europe. Steeds meer landen maken deel uit van deze route, bijvoorbeeld Denemarken, Nederland, Portugal en Zweden.
De route moet een beter begrip van het leven van de mensen die 5000 jaar geleden leefden bewerkstelligen. Het laat zien hoe de graven gebouwd werden. De route loopt ook langs grafheuvels uit de bronstijd en ijzertijd.

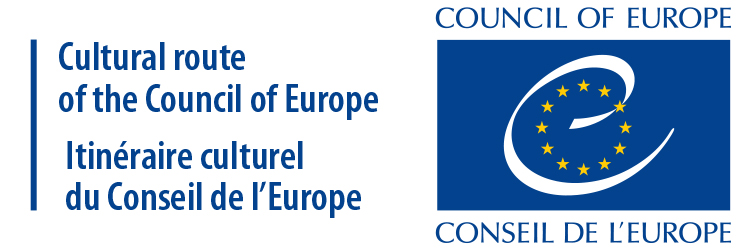
Cultural Route of the Council of Europe
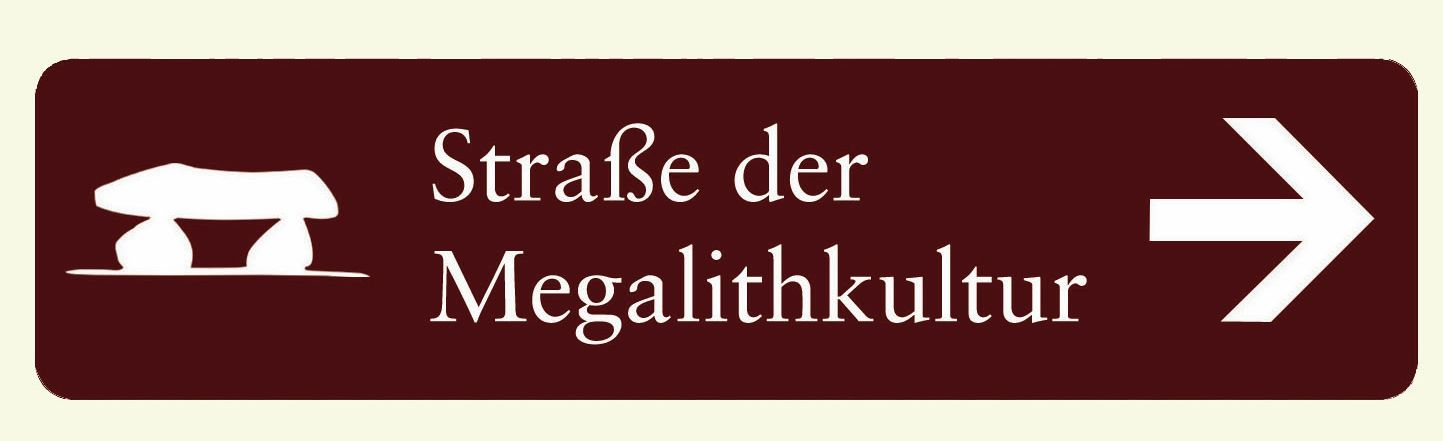
De route wordt aangegeven met deze borden
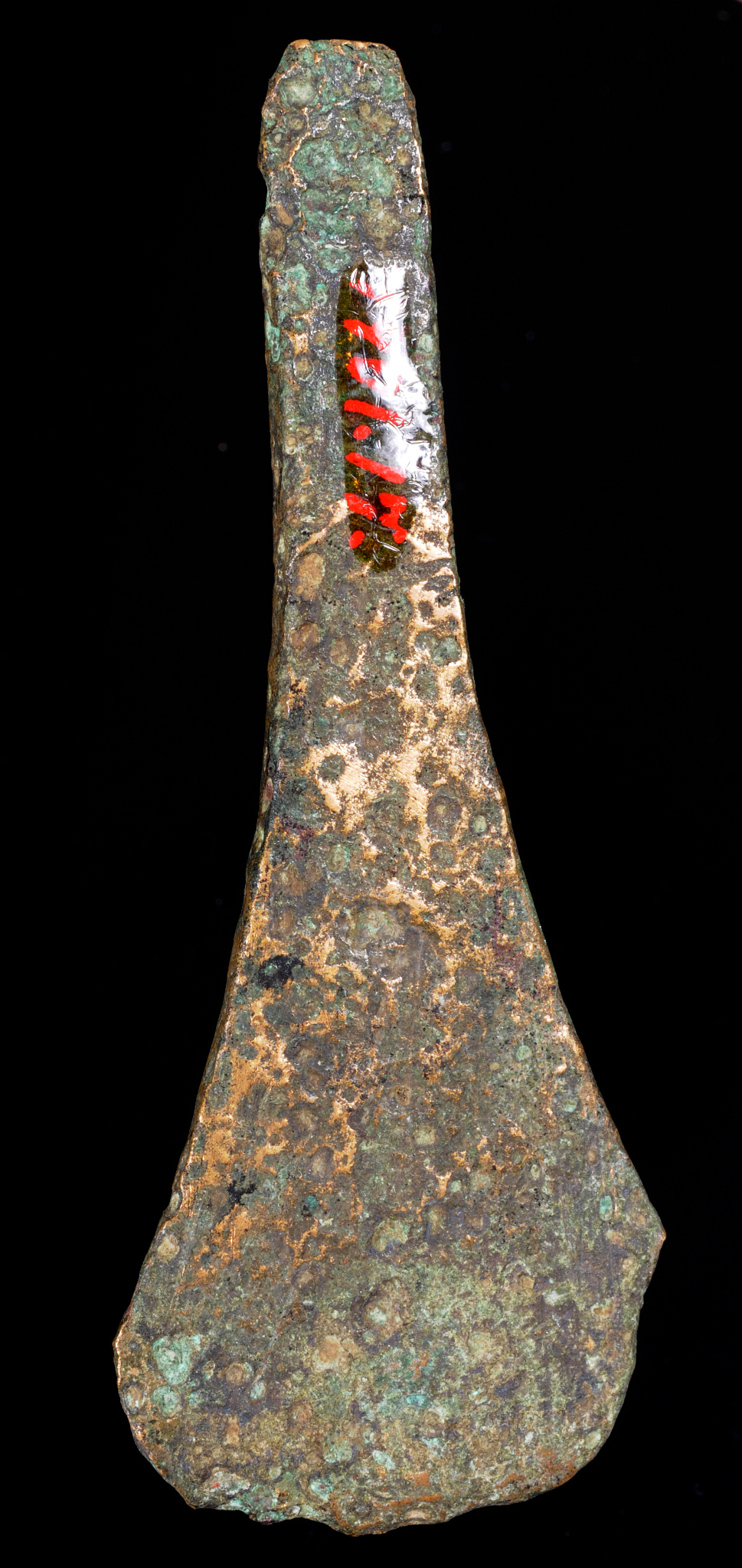
Vlakbijl gevonden in het Pestruper Gräberfeld
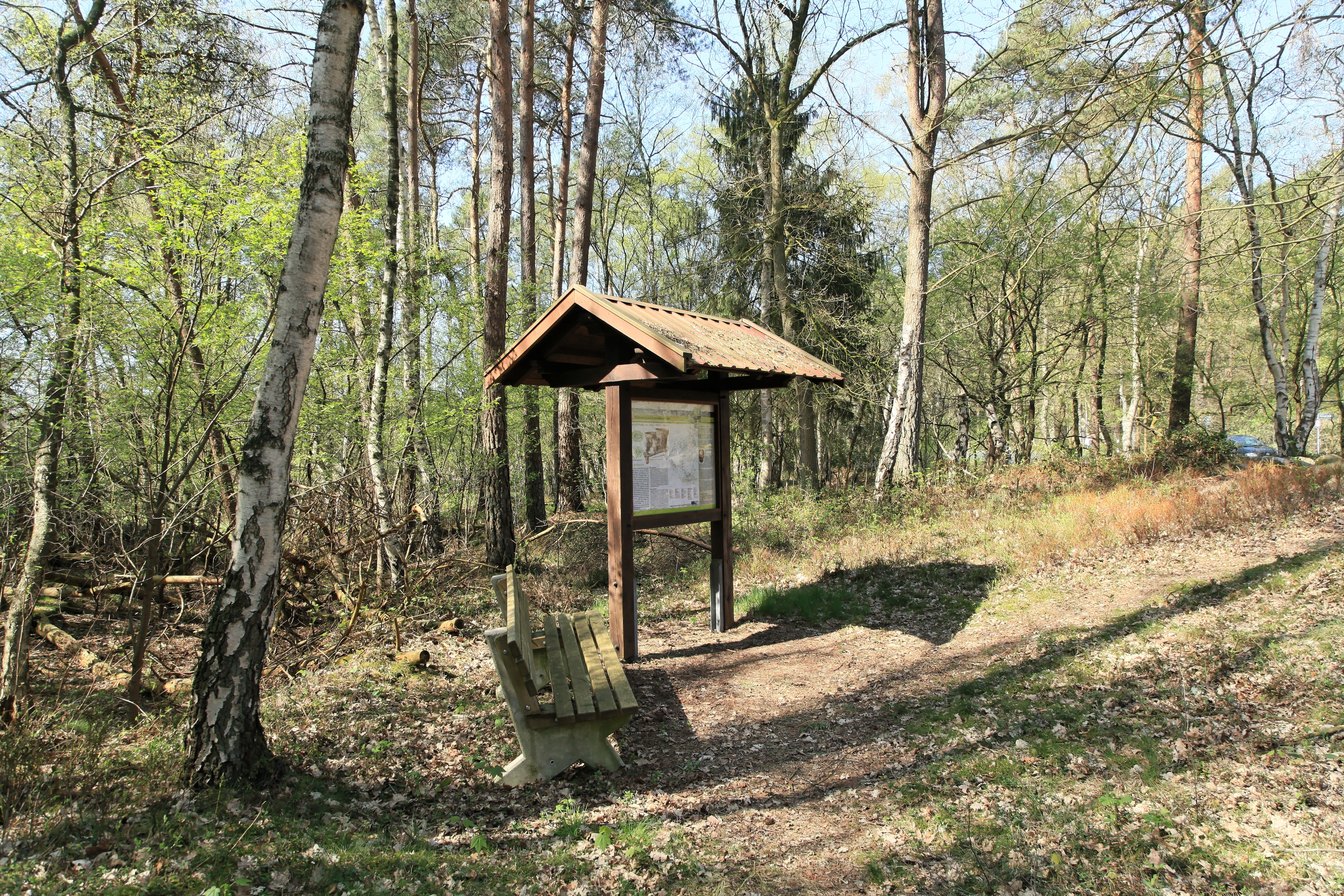
Informatiebord behorende tot de route

## Sites
Er zijn 33 plaatsen op de route, hieronder volgen deze met de officiële nummering van de Straße der Megalitkultur
| Volgnummer | Naam | Foto | Locatie                                                              | Sprockhoff No.   | Opmerkingen |
| ---------- | --- | --- | -------------------------------------------------------------------- | ---------------- | --- |
| 1 a        | Teufelssteine, Düvelsteine, Lehzensteine, Teufelsbett                                                                           | Teufelssteine | Voxtrup (Osnabrück, Landkreis Osnabrück)                             | 914              | |
| 1 b        | Gretescher Steine, Hermannsteine of Dicke Steine                                                                                | Gretescher Steine | Gretesch (Osnabrück, Landkreis Osnabrück)                            | 920              | |
| 2          | Großsteingrab Jeggen | Großsteingrab Jeggen | Jeggen (Bissendorf, Landkreis Osnabrück)                             | 922              | |
| 3 a        | Driehauser Steine, Großsteingrab Schwagstorf I                                                                                  | Driehauser Steine | Darpvenne (Ostercappeln, Landkreis Osnabrück)                        | 903              | |
| 3 b-d      | Darpvenner Steine I-III | Darpvenner Steine I Darpvenner Steine II Darpvenner Steine III | Darpvenne (Ostercappeln, Landkreis Osnabrück)                        | 900–902          | |
| 4 a–c      | Süntelstein Großsteingräber bei Vehrte (deze twee hunebedden worden ook wel de Teufels Backofen en de Teufels Teigtrog genoemd) | Süntelstein Teufels Teigtrog Teufels Backofen | Vehrte (Belm, Landkreis Osnabrück)                                   | 915–916          | |
| 5          | Helmichsteine of Gevasteine | Helmichsteine | Rulle (Wallenhorst, Landkreis Osnabrück)                             | 908              | |
| 6 a–b      | Östringer Steine | Oestringer Steine I Oestringer Steine II | Nettetal (Osnabrück, Landkreis Osnabrück)                            | 912–913          | In Östringen bestaat nog een graf (Östringer Steine III), dit behoort niet tot de route                                            |
| 7 a–b      | Karlsteine of Schluppstein | Große Karlsteine Kleine Karlsteine | Haste (Osnabrück, Landkreis Osnabrück)                               | 909–910          | |
| 8          | Wiemelsberger Steine | Wiemelsberger Steine | Ueffeln (Bramsche, Landkreis Osnabrück)                              | 897              | |
| 9 a–f      | Großsteingräberweg Giersfeld | Reinecke Meyer Grumfeld West Rickelmann I | Westerholte (Ankum, Samtgemeinde Bersenbrück, Landkreis Osnabrück)   | 891–896          | |
| 10 a       | Großsteingrab Restrup en Näpfchenstein „Teufelsstein“ (de napjessteen wordt ook wel Deuvelstein genoemd)                        | Näpfchenstein | Restrup (Eggermühlen, Samtgemeinde Bersenbrück, Landkreis Osnabrück) | 886              | |
| 10 b       | Hekeser Steine | Hekese, Grab B | Hekese (Berge, Samtgemeinde Fürstenau, Landkreis Osnabrück)          | 883–884          | In Hekese zijn twee megalithische kamers, ze worden door een steenrij met elkaar verbonden. Dit is de enige steenrij in Duitsland. |
| 11         | Großsteingrab im Alt-Frerener Forst                                                                                             | Großsteingrab im Alt-Frerener Forst | Freren (Landkreis Emsland)                                           | 875              | |
| 12 a       | Großsteingrab in der Kunkenvenne of Großsteingrab von Thuine                                                                    | Großsteingrab in der Kunkenvenne | Thuine (Landkreis Emsland)                                           | 874              | |
| 12 b       | Großsteingrab auf dem Radberg                                                                                                   | Großsteingrab auf dem Radberg | Langen (Samtgemeinde Lengerich, Landkreis Emsland)                   | 873              | |
| 13         | Der Steinerne Schlüssel | Der steinerne Schlüssel | Apeldorn (Meppen, Landkreis Emsland)                                 | 852              | Het Ausstellungszentrum für die Archäologie des Emslandes bevindt zich in Meppen.                                                  |
| 14 a–d     | Großsteingräber Deymanns Mühle I-IV                                                                                             | Großsteingrab Deymanns Mühle I Großsteingrab Deymanns Mühle II Großsteingrab Deymanns Mühle III Großsteingrab Deymanns Mühle IV                                                        | Stavern (Samtgemeinde Sögel, Landkreis Emsland)                      | 848–851          | |
| 14 e       | Großsteingrab am Osteresch | Großsteingrab am Osteresch | Stavern (Samtgemeinde Sögel, Landkreis Emsland)                      | 847              | |
| 14 f       | Großsteingrab Groß-Stavern 1 is ook bekend als Bruneforths Esch.                                                                | Bruneforths Esch in Stavern | Stavern (Samtgemeinde Sögel, Landkreis Emsland)                      | 846              | |
| 15 a       | Großsteingrab bei den Düvelskuhlen (samen met 15b ook wel Düvelskuhlen I en II of Sögel II en III genoemd)                      | Großsteingrab bei den Düvelskuhlen | Sögel (Samtgemeinde Sögel, Landkreis Emsland)                        | 831              | |
| 15 b       | Hünenbett bei den Düvelskuhlen (samen met 15a ook wel Düvelskuhlen I en II of Sögel II en III genoemd)                          | Hünenbett bei den Düvelskuhlen | Sögel (Samtgemeinde Sögel, Landkreis Emsland)                        | 832              | |
| 15 c       | Großsteingrab Püttkesberge | Großsteingrab Püttkesberge | Sögel (Samtgemeinde Sögel, Landkreis Emsland)                        | 833              | |
| 16 a–e     | Hünengräberstraße des Hümmling                                                                                                  | Großsteingrab Im Ipeken Großsteingrab Groß Berßen IV Großsteingrab Groß Berßen VI (Wappengrab) Großsteingrab Groß Berßen VIII (Königsgrab) Großsteingrab Groß Berßen VII reconstructed | Groß Berßen (Samtgemeinde Sögel, Landkreis Emsland)                  | 856–861          | |
| 17 a       | Volbers Hünensteine (ook wel Hüven-Nord genoemd)                                                                                | Volberts Hünensteine | Hüven (Samtgemeinde Sögel, Landkreis Emsland)                        | 842              | |
| 17 b       | Großsteingrab Hüven-Süd (ook wel Hüvener Mühle genoemd)                                                                         | Großsteingrab Hüven-Süd | Hüven (Samtgemeinde Sögel, Landkreis Emsland)                        | 843              | |
| 17 c       | Großsteingrab Lähden I | Großsteingrab Lähden I | Lähden (Samtgemeinde Herzlake, Landkreis Emsland)                    | 866              | vlakbij ligt Großsteingrab im großen Sande (Sprockhoff-Nr. 867), dit behoort echter niet tot de Straße der Megalithkultur          |
| 18 a       | Großsteingrab Werpeloh I (Steenhus)                                                                                             | | Werpeloh (Samtgemeinde Sögel, Landkreis Emsland)                     | 822              | Oorspronkelijk was Großsteingrab am Kölkesberg (Spr.-No. 838) nr. 18a                                                              |
| 18 b       | Großsteingrab Werpeloh II (Großsteingrab in den Klöbertannen)                                                                   | Großsteingrab Werpeloh II | Werpeloh (Samtgemeinde Sögel, Landkreis Emsland)                     | 823              | Oorspronkelijk was Großsteingrab an der Kölkesdose (Spr.-No. 837) nr. 18b                                                          |
| 18 c       | Großsteingräber auf der Buschhöhe                                                                                               | Großsteingrab Werpeloh IV en Großsteingrab Werpeloh V | Werpeloh (Samtgemeinde Sögel, Landkreis Emsland)                     | 825-826          | Een ganggraf en een Großdolmen |
| 18 d       | Steenhus von Börger | Steenhus von Börger | Börger (Landkreis Emsland)                                           | 819              | |
| 19         | Ganggrab von Ostenwalde | Ganggrab von Ostenwalde | Ostenwalde (Werlte, Samtgemeinde Werlte, Landkreis Emsland)          | 835              | Ligt 70 meter van de oorspronkelijke locatie, er zijn nog twee en in Ostenwalde (niet behorende tot de route)                      |
| 20 a       | De hoogen Stener | De hoogen Steener in Werlte | Werlte (Samtgemeinde Werlte, Landkreis Emsland)                      | 830              | |
| 20 b       | Poldenhünensteine | Poldenhünensteine in Harrenstätte | Spahnharrenstätte (Samtgemeinde Sögel, Landkreis Emsland)            | 829              | |
| 21         | Teufelssteine, Teufelssteine Bischofsbrück                                                                                      | Teufelssteine | Peheim (Molbergen, Landkreis Cloppenburg)                            | 959              | |
| 22 a       | Schlingsteine | Schlingsteine | Lindern-Neuenkämpen (Landkreis Cloppenburg)                          | 961              | |
| 22 b       | Großsteingrab Hünensteine, Stein im Herrensand of Hünensteine Lindern                                                           | Hünensteine | Lindern-Herrensand (Landkreis Cloppenburg)                           | 962              | |
| 22 c       | Großsteingrab am hohen Stein und der hohe Stein                                                                                 | Garen, am hohen Stein Garen, der hohe Stein | Lindern-Garen (Landkreis Cloppenburg)                                | 963–964          | |
| 23         | Oldendorfer Hünensteine | Oldendorfer Hünensteine | Oldendorf (Lastrup, Landkreis Cloppenburg))                          | 968              | |
| 24 a       | Visbeker Bräutigam | Visbeker Bräutigam 934 Visbeker Bräutigam 935 Visbeker Bräutigam 936 Visbeker Bräutigam 937 Visbeker Bräutigam 938 (Brautwagen)                                                        | Großenkneten (Landkreis Oldenburg)                                   | 934–938, 939–940 | |
| 24 b       | Heidenopfertisch | Heidenopfertisch | Engelmannsbäke (Visbek, Landkreis Vechta)                            | 974              | |
| 24 c–d     | Ahlhorner Kellersteine (Erdmannsteine I en Erdmannsteine II)                                                                    | Ahlhorner Kellersteine I Ahlhorner Kellersteine II | Ahlhorn gem. Großenkneten, Landkreis Oldenburg)                      | 939–940          | |
| 25 a–c     | Kleinenknetener Steine (ook wel Kleinenkneter Steine of Großen Steine)                                                          | Kleinenkneten I Kleinenkneten II Kleinenkneten III | Kleinenkneten, gem. Wildeshausen, Landkreis Oldenburg)               | 957–958, 947     | Het derde graf (25 c) komt oorspronkelijk uit Dotlingen en werd in 1930 verplaatst                                                 |
| 26         | Pestruper Gräberfeld | Pestruper Gräberfeld | Pestrup, gem.Wildeshausen, Landkreis Oldenburg)                      | –                | Ook bekend als Grabhügelfeld |
| 27 a       | Hohe Steine | Hohe Steine | Wildeshausen (Landkreis Oldenburg)                                   | 956              | |
| 27 b       | Bargloyer Steinkiste | Bargloyer Steinkste | Bargloy (Wildeshausen, Landkreis Oldenburg)                          | –                | Geen Sprockhoff No. (het betreft geen hunebed)                                                                                     |
| 28 a       | Visbeker Braut | Visbeker Braut | Aumühle, gem. Wildeshausen, Landkreis Oldenburg)                     | 952              | |
| 28 b       | Große Steine bei Thölstedt ook wel Große Steine am Fehlenberge genoemd                                                          | Große Steine bei Thölstedt | Thölstedt, gem. Wildeshausen, Landkreis Oldenburg)                   | 953              | |
| 29 a–b     | Reckumer Steine | Großsteingrab Reckum I Großsteingrab Reckum II | Winkelsett (Harpstedt, Landkreis Oldenburg)                          | 811–812          | Sprockhoff-Nr. 812 wordt ook wel Opferaltar genoemd                                                                                |
| 30 a       | Gerichtsstätte, vroeger ook der Steinberg genoemd                                                                               | Großsteingrab Gerichtsstätte | Dötlingen (Landkreis Oldenburg)                                      | 945              | |
| 30 b–d     | Glaner Braut | Glaner Braut I Glaner Braut II Glaner Braut III Glaner Braut IV | Glane (Wildeshausen, Landkreis Oldenburg)                            | 948–951          | |
| 30 e       | Großsteingrab am Schießstand (Dötlinger Steingrab)                                                                              | Großsteingrab am Schießstand (Dötlinger Steingrab) | Dötlingen (Landkreis Oldenburg)                                      | 944              | |
| 31         | Großsteingrab Steenberg, ook „Hatten 2“ genoemd                                                                                 | Großsteingrab Steenberg | Kirchhatten (Landkreis Oldenburg)                                    | 926              | Meer dan 30% van de stenen staat op de oorspronkelijke plek                                                                        |
| 32 a–b     | Hünensteine von Steinkimmen | Hünensteine I Hünensteine II | Steinkimmen (Ganderkesee, Landkreis Oldenburg)                       | 927–928          | Er is vlakbij nog een derde graf (Steinkimmen Hünensteine III, Sprockhoff no. 929), dit is geen onderdeel van de route             |
| 33         | Große Steine von Stenum | Große Steine von Stenum | Stenum (Ganderkesee, Landkreis Oldenburg)                            | 930              | |